# Елија Зенониса
Елија Зенониса (умрла 476/477.) је била византијска царица (475-476), супруга Василиска, брата Елије Верине. 

## Биографија

### Царица
Дана 17. новембра 474. године умро је цар Лав II, а његов отац Зенон је постао једини цар Источног римског царства. Нови владар није био нарочито популаран. Зенон је био Исавријанац, због чега је сматран варварином. Његово порекло изазвало је антипатију према режиму код становника Цариграда. Зенон је такође постављао Исавријанце на високе државничке функције. Штавише, велики део војске, предвођен Теодорихом Страбоном, није подносио исавријанске официре, које је Лав I довео како би смањио зависност од Острогота. Напокон, Зенон је сменио исавријанског генерала Ила. 
Василиск и Верина су искористили ситуацију како би организовали заверу против византијског цара. Године 475. у Цариграду је отпочео народни устанак против Зенона. Устанак је добио војну подршку Теодориха Страбона, Ила и Армата. Устаници су успели да преузму контролу над Цариградом. Верина је уверавала свог зета да напусти град. Зенон је побегао у свој родни крај, са собом повевши неке од Исавријанаца, који су живели у Цариграду. Понео је и царску ризницу. Василиск је проглашен августом 9. јануара 475. године.  
Зенониса је проглашена августом одмах након успешног завршетка државног удара. Маркус, најстарији син брачног бара, проглашен је најпре цезаром, а потом и августом, савладаром свог оца. Василиск и Зенониса су подржавали монофизитизам, те су у том правцу начинили одређене кораке. Најпре су вратили главне заговорнике патријарха Тимотеја II Александријског и Петра Фулера, патријарха Антиохије, на њихове раније функције. Потом су 9. априла 475. године послали циркуларно писмо свим епископима позивајући их да прихвате одлуке само прва три Васељенска сабора, односно да одбаце одлуке донете на Халкедонском васељенском сабору. Сви епископи су требали потписати едикт. Док је већина источних епископа прихватила наређење, цариградски патријарх Акације је, уз подршку становника Цариграда, одбио, јасно испољивши негодовање према новом цару. Он је бојио иконе у Аја Софији црном бојом. 
Ппрема подацима из неколико одломака у Суди, Зенониса је пронашла љубавника у Армату. Зенониса је утицала на мужа да Армату додели највишу командну функцију у Цариграду. Армат је добио титулу magister militum-а. Такође му је додељена конзулска титула за 476. годину, заједно са Василисковом. 

### Свргавање
Убрзо након што се домогао престола, Василиск је послао генерала Ила и његовог брата Трокунда против Зенона, који је заузео тврђаве у свом родном крају, настављајући да командује над преживелим Исавријанцима. Василиск, међутим, није испунио дата обећања двојици генерала. Поред тога, они су примили поруке неких водећих функционера на двору, који су их позивали да обезбеде повратак Зенона на престо, јер су грађани сада више волели Исавријанца, него присталицу монофизитизма. Непријатељство према Василиску била је изазвана и великим финансијским издацима његових министара. 
Током својих операција у Изаурији, Ил је заробио Зеноновог брата Лонгина и држао га као заробљеника у тврђави. Сматрајући да ће имати велику улогу у повратку Зенона на престо, Ил је променио страну и на лето 476. године кренуо са Зеноном према Цариграду. Када је Василиск добио вест о приближавању непријатељске војске, пожурио је да повуче свој црквени едикт и покуша да се измири са патријархом и Цариграђанима, али је већ било прекасно. Армат је са војском кренуо ка Малој Азији, како би се супротставио исавријанској војсци. Међутим, од Зенона је добио тајну поруку да ће му заувек доделити титулу магистер милитума, уколико пређе на његову страну. Такође је обећао титуле цезара како Армату, тако и његовом сину. Армат је одлучио да пређе на Зенонову страну. Та издаја је одлучила судбину Василиска. 
Августа 476. године Зенон је опсео Цариград. Сенат је отворио капије града Исавријанцима, дозволивши свргнутом цару да преузме престо. Василиск је побегао у цркву, али га је издао Акације, заробио и предао Василиску, након што је од Зенона добио обећање да неће бити убијен. Василиск и његова супруга Зенониса, као и њихов син Маркус, послати су у тврђаву у Кападокији, где их је Зенон затворио у суву цистерну. Тамо су и умрли.